# Ministeri d'Afers Exteriors i Cooperació de Ruanda
El Ministeri d'Afers Exteriors i Cooperació de Ruanda (kinyarwanda Minisiteri y'Ububanyi n'Amahanga n'ubutwererane; francès Ministère rwandaise des Affaires étrangères et de la Coopération), habitualmetn conegut amb l'abreviatura MINAFFET, és el ministre d'afers exteriors de la república de Ruanda.

## Llista de ministres
Font:
- 1961–1962: Otto Rusingizandekwe
- 1962–1963: Callixte Habamenshi
- 1963–1965: Lazare Mpakaniye
- 1965–1969: Thaddée Bagaragaza
- 1969–1971: Sylvestre Nsanzimana
- 1971–1972: Deogratias Gashonga (interí)
- 1972–1973: Augustin Munyaneza
- 1973–1979: Aloys Nsekalije
- 1979–1989: François Ngarukiyintwali
- 1989–1992: Casimir Bizimungu
- 1992–1993: Boniface Ngulinzira
- 1993–1994: Anastase Gasana
- 1994: Jérôme Bicamumpaka
- 1994: Jean-Marie Ndagijimana
- 1994–1999: Anastase Gasana
- 1999: Amri Sued Ismail
- 1999–2000: Augustin Iyamuremye
- 2000–2002: André Bumaya
- 2002–2008: Charles Murigande
- 2008–2009: Rosemary Museminali
- 2009–2018: Louise Mushikiwabo
- 2018- : Richard Sezibera